# Guadacorte
Guadacorte es una pedanía del municipio español de Los Barrios (provincia de Cádiz, Andalucía). Está situado a ocho kilómetros al este del núcleo principal del municipio y su población es de 1.113 habitantes.
Esta población se encuentra en la orilla derecha del río Guadarranque, que separa los términos municipales de Los Barrios y San Roque. Este cauce conforma el límite este de Guadacorte con la refinería de Gibraltar-San Roque. Al sur se encuentra la factoría de Acerinox y al oeste, el Parque Comercial Las Marismas y Los Cortijillos.
De sus lugares de interés, destacan una ermita del siglo XIX, y un parque, llamado Lago de Guadacorte, que cuenta con una población permanente de patos y cisnes.

## Etimología
El topónimo procede del hidrónimo Guadacorte, también llamado Oida Corte en la Edad Media, nombre que probablemente procede del latín curtus ('corto' o 'cortado'), precedido del término genérico en árabe para 'río'.

## Comunicaciones
Se accede a Guadacorte por la vía de servicio de la A-7 (salida 113B).
Guadacorte pertenece a la zona A del sistema tarifario del Consorcio de Transporte Metropolitano del Campo de Gibraltar. La parada de autobuses de Guadacorte está situada junto al hotel del mismo nombre y sólo recibe vehículos en sentido San Roque; para ir hacia Algeciras es necesario desplazarse hasta la parada del Parque Comercial Las Marismas, a 700 metros al suroeste. 36°11′42″N 5°25′46″O / 36.195064, -5.429445 También pasa por Guadacorte el autobús urbano de Los Barrios, que une los cinco núcleos de población del municipio y finaliza aquí su trayecto.
| Líneas de autobús con parada en Guadacorte | Líneas de autobús con parada en Guadacorte                    | Líneas de autobús con parada en Guadacorte |
| Línea                                      | Trayecto                                                      | Empresa                                    |
| ------------------------------------------ | ------------------------------------------------------------- | ------------------------------------------ |
| M-112                                      | Los Barrios-Algeciras Por Puente Romano                       | Hetepa                                     |
| M-120                                      | Algeciras-La Línea                                            | Comes                                      |
| M-121                                      | Los Barrios-La Línea                                          | Comes                                      |
| M-130                                      | San Roque-Algeciras                                           | Esteban                                    |
| M-170                                      | San Pablo-Jimena-Castellar-Algeciras                          | Comes                                      |
| Autobuses urbanos                          |                                                               |                                            |
| 1                                          | Los Barrios-Puente Romano-Los Cortijillos-Palmones-Guadacorte | CTM                                        |